# Breaking News (utwór)
Breaking News – piosenka Michaela Jacksona z jego pośmiertnego albumu Michael. 5 listopada 2010 roku, 42 sekundowy fragment piosenki został użyty jako zapowiedź do albumu. 8 listopada 2010 roku na oficjalnej stronie Jacksona pojawiła się pełna wersja utworu, która była odtwarzana tylko przez tydzień.
Od początku fani nie byli pewni, czy utwór jest rzeczywiście śpiewany przez artystę. Dnia 16 stycznia 2011 roku na Facebooku jednego z wykonawców upodabniających się do króla popu został opublikowany komunikat, o tym, że śpiewa niektóre piosenki na albumie Michael. Później jednak temu zaprzeczył i ogłosił, że to sprawka hakera, który włamał się na jego konto. Mimo to wiele osób ma wątpliwości co do autentyczności głosu. Rodzina Jacksona oznajmiła jasno mówiąc: "Piosenki nie śpiewa Michael."

## Historia i kompozycja
"Breaking News" został nagrany w New Jersey w 2007 roku, kiedy Jackson mieszkał z rodziną Cascio. Pozostałe utwory nagrane w tym czasie, w tym "Monster" i "Keep Your Head Up" są również na płycie Michael. Piosenkę otwiera intro składające się z fragmentów doniesienia o różnych kontrowersji Jacksona. Muzycznie, piosenka została porównana z utworem Jacksona "Jam" z albumu Dangerous (1991) oraz "You Rock My World" z albumu Invincible (2001). Wszystkie teksty piosenek są jednak bardziej podobne do albumu HIStory z roku 1995, który zawiera utwory jak "Tabloid Junkie" i "D.S.".